# غوردون ميرفي
غوردون ميرفي (بالإنجليزية: Fr. Gordon E Murphy SJ)‏ هو مبشر أمريكي، ولد في 24 يناير 1918 في شيكاغو في الولايات المتحدة، وتوفي في 28 سبتمبر 1972 في باتنا في الهند.